# Nerf Blaster

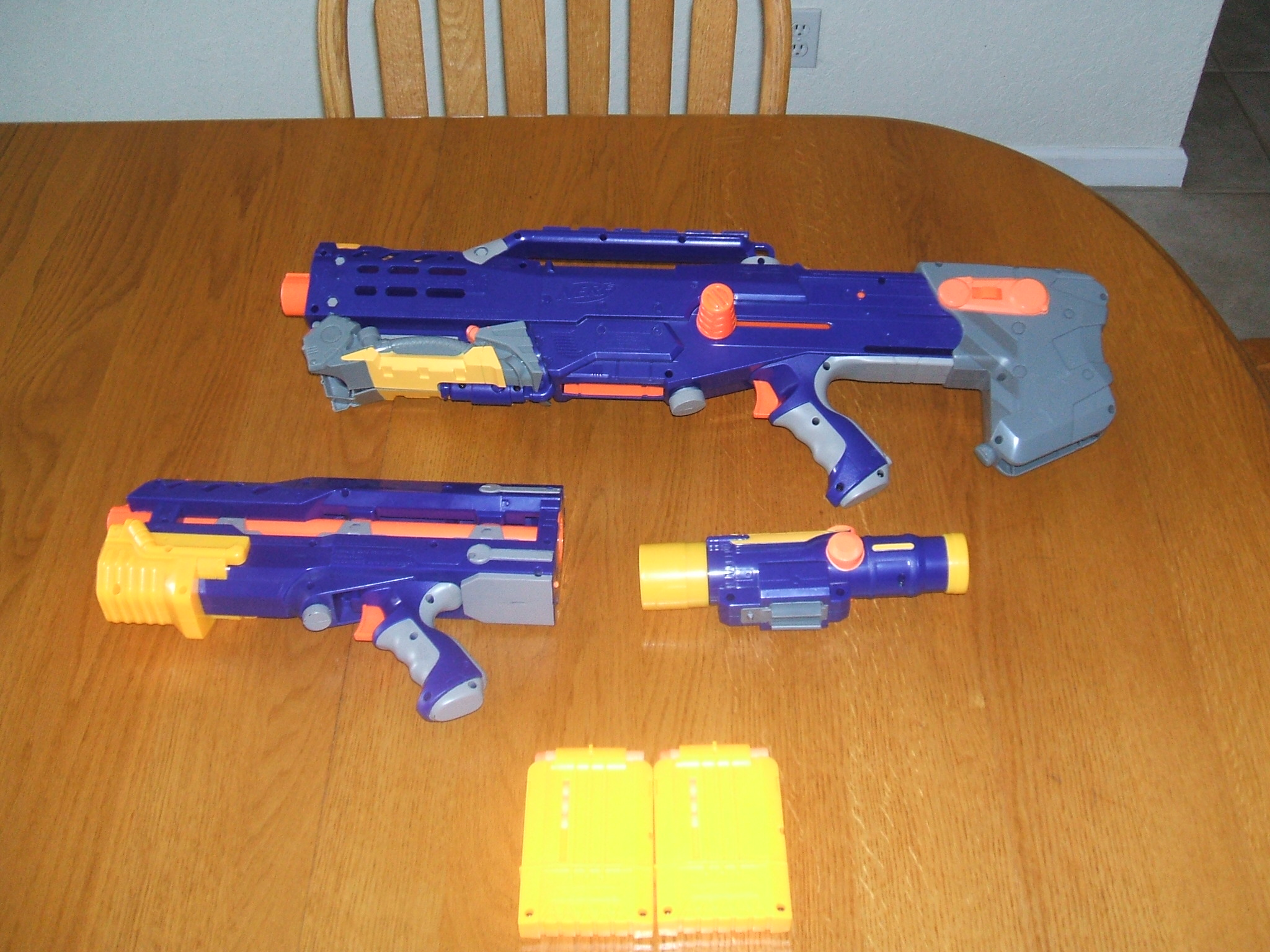
Nerf Blaster

Nerf Blaster是一款由孩之寶制造的玩具槍，它可以发射箭、圆盘或泡沫球。第一批Nerf Blaster于20世纪80 年代末開始生產。孩之宝还與漫威漫畫、星際大戰、特种部队系列、堡垒之夜、变形金刚、鬥陣特攻、最後一戰：無限和機器磚塊共同推出了聯名款的Nerf Blaster。 